# Siedliszcze (powiat włodawski)
Siedliszcze – wieś w Polsce, położona w województwie lubelskim, w powiecie włodawskim, w gminie Wola Uhruska.
| SIMC    | Nazwa      | Rodzaj     |
| ------- | ---------- | ---------- |
| 0110562 | Łan        | przysiółek |
| 0993811 | Podkraje   | część wsi  |
| 0110556 | Przymiarki | kolonia    |
| 0110533 | Stara Wieś | część wsi  |
| 0110540 | Zagóra     | część wsi  |

W latach 1975–1998 wieś należała administracyjnie do województwa chełmskiego.
Wieś jest sołectwem w gminie Wola Uhruska. Według Narodowego Spisu Powszechnego z roku 2011 wieś liczyła 265 mieszkańców.
Wierni Kościoła rzymskokatolickiego należą do parafii św. Jana Chrzciciela w Uhrusku.